# Elektrochemische Rasterkraftmikroskopie
Elektrochemische Rasterkraftmikroskopie (ECAFM) ist eine Spezialisierung der Rastersondenmikroskopie (SPM), welche die bildgebenden Eigenschaften eines Rasterkraftmikroskops (AFM) mit elektrochemischen Messmethoden vereint. ECAFM ermöglicht die Untersuchung der Flüssig-fest-Grenzfläche. So ist eine in-situ Messung der Topographie einer Elektrodenoberfläche möglich, während elektrochemische Reaktionen ablaufen. Erstmals wurde diese Technik im Jahr 1996  von Kouzeki et al. eingesetzt. 

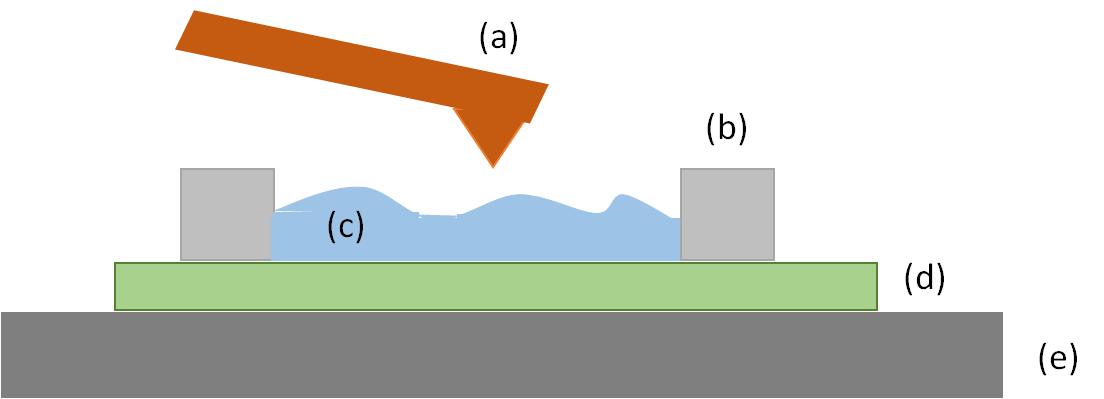
Schnitt eines elektrochemischen Rasterkraftmikroskops
(a) Cantilever und Spitze
(b) Inerte elektrochemische Zelle mit Anschlussmöglichkeit für Gegen- und Referenzelektrode
(c) Elektrolyt
(d) Probe
(e) Schwingungsarmer Probenhalter wird mittels Piezos verfahren.

## Messprinzip
Ausgehend vom klassischen AFM wird die Messnadel mit einer Spitze in eine elektrochemische Zelle eingeführt und an die Probenoberfläche angenähert. Die Spitze des AFMs ist nicht leitend und rastert als passives Element über die Oberfläche der Probe, um die Topographie der Probe zu erfassen. Die untersuchte Oberfläche fungiert in der elektrochemischen Zelle als Arbeitselektrode und sollte somit leitend mit einem Potentiostaten verbunden sein. Mit einer Gegenelektrode und Referenzelektrode kann der Stromkreis des Dreielektrodenaufbaus geschlossen werden. Es können somit verschiedene elektrochemische Untersuchungsmethoden wie die Cyclovoltammetrie, Chronoamperometrie o. ä. angewandt werden.